# San Zanobi resuscita un fanciullo
San Zanobi resuscita un fanciullo è un dipinto di Giovanni Bilivert. Eseguito probabilmente negli anni dieci del Seicento, è conservato nella National Gallery di Londra.

## Descrizione
L'opera descrive il miracolo compiuto da san Zanobi a Firenze: egli avrebbe infatti resuscitato un fanciullo, figlio di una nobildonna francese affidatogli durante il pellegrinaggio a Roma della madre. Il fatto si sarebbe verificato a Borgo degli Albizzi, nei pressi della chiesa di San Pier Maggiore, demolita nel 1784 e raffigurata in secondo piano. Nella scena il vescovo è accompagnato da due suoi diaconi; sulla dalmatica di quello di sinistra sono raffigurate alcune scene della resurrezione e del tradimento di Cristo.